# Olympische Geschichte von São Tomé und Príncipe
| Gelbes Symbol für Goldmedaillen mit stilisierten Olympischen Ringen | Graues Symbol für Silbermedaillen mit stilisierten Olympischen Ringen | Braundes Symbol für Bronzemedaillen mit stilisierten Olympischen Ringen |
| ------------------------------------------------------------------- | --------------------------------------------------------------------- | ----------------------------------------------------------------------- |
| —                                                                   | —                                                                     | —                                                                       |

São Tomé und Príncipe, dessen NOK, das Comité Olímpico de São Tomé und Príncipe, 1979 gegründet wurde, nimmt seit 1996 an Olympischen Sommerspielen teil. Auf Teilnahmen an Winterspielen wurde bislang verzichtet. Medaillen konnten Sportler des Inselstaates bislang nicht gewinnen.

## Übersicht
Mit zwei Leichtathleten begann 1996 in Atlanta die olympische Geschichte des Inselstaates São Tomé und Príncipe. Erster Olympionike des Landes war der Sprinter Odair Baia am 26. Juli 1996. Am gleichen Tag ging auch seine Teamkameradin Sortelina Pires als erste Frau des Landes an den Start.
Vordere Platzierungen blieben in der Folgezeit aus. In Peking 2008 nahm erstmals ein Kanute teil. Mit dem Erreichen des Halbfinals im Einer-Kanadier Rio de Janeiro 2016 sorgte Buly da Conceição Triste für das beste Abschneiden eines Olympioniken aus São Tomé und Príncipe. Mit Roldeney de Oliveira nahm in Paris 2024 erstmals ein Judoka des Landes teil.

## Übersicht der Teilnehmer

### Sommerspiele
| Jahr      | Athleten           | Athleten           | Athleten           | Sportarten         | Sportarten         | Sportarten         | Medaillen          | Medaillen          | Medaillen          | Medaillen          | Rang               |
| Jahr      | Gesamt             |                    |                    |                    |                    |                    |                    |                    |                    | Medaillen – Gesamt | Rang               |
| --------- | ------------------ | ------------------ | ------------------ | ------------------ | ------------------ | ------------------ | ------------------ | ------------------ | ------------------ | ------------------ | ------------------ |
| 1896–1992 | nicht teilgenommen | nicht teilgenommen | nicht teilgenommen | nicht teilgenommen | nicht teilgenommen | nicht teilgenommen | nicht teilgenommen | nicht teilgenommen | nicht teilgenommen | nicht teilgenommen | nicht teilgenommen |
| 1996      | 2                  | 1                  | 1                  |                    |                    | 2                  |                    |                    |                    |                    |                    |
| 2000      | 2                  | 1                  | 1                  |                    |                    | 2                  |                    |                    |                    |                    |                    |
| 2004      | 2                  | 1                  | 1                  |                    |                    | 2                  |                    |                    |                    |                    |                    |
| 2008      | 3                  | 2                  | 1                  |                    | 1                  | 2                  |                    |                    |                    |                    |                    |
| 2012      | 2                  | 1                  | 1                  |                    |                    | 2                  |                    |                    |                    |                    |                    |
| 2016      | 3                  | 2                  | 1                  |                    | 1                  | 2                  |                    |                    |                    |                    |                    |
| 2020      | 3                  | 2                  | 1                  |                    | 2                  | 1                  |                    |                    |                    |                    |                    |
| 2024      | 3                  | 1                  | 2                  | 1                  | 1                  | 1                  |                    |                    |                    |                    |                    |
| Gesamt    | Gesamt             | Gesamt             | Gesamt             | Gesamt             | Gesamt             | Gesamt             | 0                  | 0                  | 0                  | 0                  |                    |

### Winterspiele
| Jahr      | Athleten           | Athleten           | Athleten           | Sportarten         | Medaillen          | Medaillen          | Medaillen          | Medaillen          | Rang               |
| Jahr      | Gesamt             |                    |                    | Sportarten         |                    |                    |                    | Medaillen – Gesamt | Rang               |
| --------- | ------------------ | ------------------ | ------------------ | ------------------ | ------------------ | ------------------ | ------------------ | ------------------ | ------------------ |
| 1924–2022 | nicht teilgenommen | nicht teilgenommen | nicht teilgenommen | nicht teilgenommen | nicht teilgenommen | nicht teilgenommen | nicht teilgenommen | nicht teilgenommen | nicht teilgenommen |
| Gesamt    | Gesamt             | Gesamt             | Gesamt             | Gesamt             | 0                  | 0                  | 0                  | 0                  | –                  |

## Medaillengewinner

### Goldmedaillen
Bislang keine Medaillengewinner.

### Silbermedaillen
Bislang keine Medaillengewinner.

### Bronzemedaillen
Bislang keine Medaillengewinner.